# Brasão de armas da Região Autónoma da Madeira

O brasão de armas da Região Autónoma da Madeira foi aprovada pelo Decreto Legislativo Regional n.º 11/91/M, de 24 de Abril. O brasão consiste de um escudo de azul, com uma pala de ouro carregada com a cruz da Ordem de Cristo (idêntico, portanto, à bandeira da Madeira), encimado por um elmo posto de frente, de ouro e forrado de vermelho e rodeado por um paquife de azul e ouro. Tem por timbre uma esfera armilar de ouro, por suportes dois lobos marinhos e, sob o conjunto, um listel branco com a divisa: «DAS ILHAS, AS MAIS BELAS E LIVRES», que constitui o lema da região autónoma.

## Informações
Por decisão da Assembleia Regional de 28 de Julho de 1978, foram definidas em 1978 as insígnias da Região Autónoma da Madeira, na forma de Bandeira, Escudo e Selo Branco, elementos que, ao longo destes doze anos, se tornaram efectivamente os símbolos da Autonomia Política da Região Autónoma da Madeira.
Passados que foram estes anos, é altura de se fixarem heraldicamente estes símbolos, completando-os com os diversos atributos utilizados em casos semelhantes.
Em face de se não alterar o estabelecido, mantém-se o azul e o oiro como base geral da ornamentação, como o caso do Paquife e Virol.
Como Elmo, optou-se pela utilização do elmo atribuído a D. João I, existente no Museu Militar de Lisboa, dado ter sido este rei que determinou o povoamento do Arquipélago. Como armas, colocou-se o elmo de frente e em oiro, forrado a vermelho.
Como Timbre, optou-se por uma Esfera Armilar, pela sua ligação aos Descobrimentos e a D. Manuel I, existente em inúmeros edifícios públicos antigos do Funchal, assim como por ser um elemento ligado ao Estudo, Saber e Ponderação timbres seguidos pela população da Madeira ao longo de séculos.
A utilização dos Lobos Marinhos, vivos e de sua cor, simboliza a homenagem da Região aos únicos grandes mamíferos encontrados quando da chegada dos primeiros povoadores. Esta homenagem integra-se no esforço geral desenvolvido para a preservação ecológica.
A cor dos lobos será castanha escura acinzentada de forma a dar a ideia do animal no seu habitat. O ventre do lobo marinho possui uma grande mancha clara, quase branca bem definida de forma irregular, contrastando com a coloração do resto do corpo.
A Divisa exprime inquestionáveis virtudes regionais, inclusive de forte sentido actual.